# Alosa kessleri
Alosa kessleri е вид лъчеперка от семейство Селдови (Clupeidae). Видът е незастрашен от изчезване.

## Разпространение
Разпространен е в Азербайджан, Иран, Казахстан, Русия и Туркменистан.

## Описание
На дължина достигат до 52 cm, а теглото им е максимум 1200 g.
Продължителността им на живот е около 8 години.